# 스마트 트랜스듀서

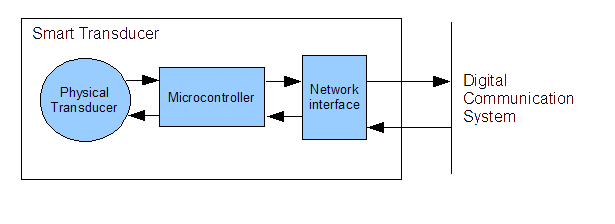
트랜스듀서, 처리 장치 및 통신 인터페이스를 포함하는 스마트 트랜스듀서

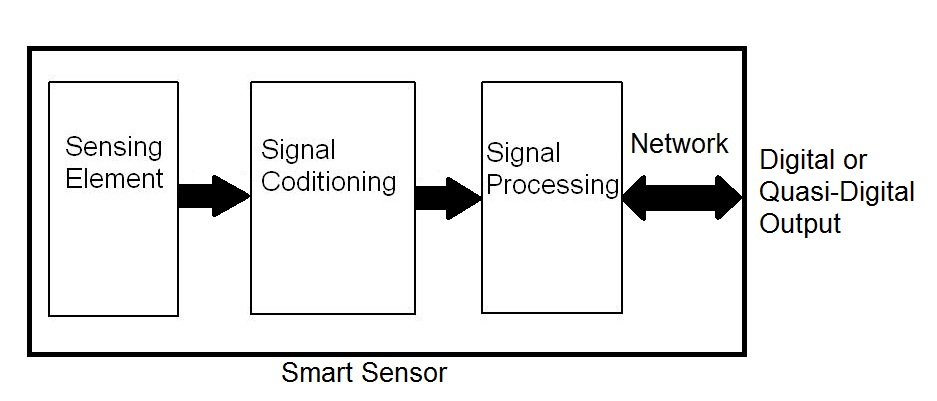
스마트 센서 개요

스마트 트랜스듀서(Smart transducer) 또는 스마트 변환기는 처리 장치 및 통신 인터페이스가 결합된 아날로그 또는 디지털 트랜스듀서, 액추에이터 또는 센서이다.
센서와 액추에이터가 더욱 복잡해짐에 따라 다양한 작동 및 인터페이스 모드를 지원한다. 일부 응용 프로그램에는 추가로 내결함성 및 분산 컴퓨팅이 필요하다. 이러한 기능은 기존 센서/액추에이터에 내장형 마이크로컨트롤러를 추가하여 달성할 수 있으며, 이를 통해 합리적인 가격으로 복잡성에 대처할 수 있는 능력이 향상된다. 일반적으로 스마트 센서에 탑재된 이러한 기술은 주파수-코드 또는 아날로그-디지털 대화, 인터페이스 기능 및 계산과 같은 디지털 처리에 사용된다. 인터페이스 기능에는 자가 적응, 자가 진단, 자가 식별 기능과 같은 의사 결정 도구가 포함되어 있을 뿐만 아니라 센서가 완전히 활성화되는 시간과 시기를 제어하고, 전력 소비를 최소화하고, 데이터를 덤프하고 저장할 시기를 결정하는 기능도 포함된다.
이는 CMOS, VLSI 기술을 사용하여 제작되는 경우가 많으며 MEMS 장치를 포함하여 비용을 낮출 수 있다. 더 쉬운 인터페이스를 위해 완전한 디지털 출력을 제공하거나 펄스 폭 변조와 같은 준디지털 출력을 제공할 수도 있다. 머신 비전 분야에서는 이미징 기능과 완전한 이미지 처리 기능을 결합한 하나의 소형 장치를 종종 스마트 센서라고 부른다.
스마트 센서는 사물인터넷(IoT) 현상의 핵심 요소이다. 이러한 네트워크 내에는 여러 실제 차량과 장치에 센서, 소프트웨어, 전자 장치가 내장되어 있다. 디지털 환경과 물리적 세계 간의 더 나은 통합을 위해 데이터가 수집되고 공유된다. 센서 간 연결은 IoT 혁신이 제대로 수행되기 위한 중요한 요구 사항이다. 따라서 상호운용성은 연결성의 결과로 볼 수 있다. 센서는 서로 작동하고 보완한다.

## 같이 보기
- 생활환경지능
- 에지 컴퓨팅
- 사물인터넷
- 지능형 센서
- 사물통신
- 시스템 온 칩